# Mangualde (freguesia)
A Freguesia de Mangualde é uma antiga e extinta freguesia portuguesa do Município de Mangualde, a qual tinha 34,79 km² de área e 9 389 habitantes (2011), e, por isso, uma densidade populacional de 269,9 hab/km².
A Freguesia de Mangualde foi extinta (agregada) pela reorganização administrativa de 2012/2013, sendo o seu território integrado na União de Freguesias de Mangualde, Mesquitela e Cunha Alta.
Em 1102 foi concedido foral ao concelho pelo Conde D. Henrique. Até ao século XIX designou-se por Azurara da Beira.

## População
| População da freguesia de Mangualde | População da freguesia de Mangualde | População da freguesia de Mangualde | População da freguesia de Mangualde | População da freguesia de Mangualde | População da freguesia de Mangualde | População da freguesia de Mangualde | População da freguesia de Mangualde | População da freguesia de Mangualde | População da freguesia de Mangualde | População da freguesia de Mangualde | População da freguesia de Mangualde | População da freguesia de Mangualde | População da freguesia de Mangualde | População da freguesia de Mangualde |
| ----------------------------------- | ----------------------------------- | ----------------------------------- | ----------------------------------- | ----------------------------------- | ----------------------------------- | ----------------------------------- | ----------------------------------- | ----------------------------------- | ----------------------------------- | ----------------------------------- | ----------------------------------- | ----------------------------------- | ----------------------------------- | ----------------------------------- |
| 1864                                | 1878                                | 1890                                | 1900                                | 1911                                | 1920                                | 1930                                | 1940                                | 1950                                | 1960                                | 1970                                | 1981                                | 1991                                | 2001                                | 2011                                |
| 4 162                               | 4 771                               | 5 038                               | 5 160                               | 5 297                               | 4 996                               | 5 044                               | 6 543                               | 7 223                               | 6 972                               | 4 616                               | 8 146                               | 8 570                               | 8 904                               | 9 389                               |

| Distribuição da População por Grupos Etários | Distribuição da População por Grupos Etários | Distribuição da População por Grupos Etários | Distribuição da População por Grupos Etários | Distribuição da População por Grupos Etários | Distribuição da População por Grupos Etários | Distribuição da População por Grupos Etários | Distribuição da População por Grupos Etários | Distribuição da População por Grupos Etários | Distribuição da População por Grupos Etários |
| -------------------------------------------- | -------------------------------------------- | -------------------------------------------- | -------------------------------------------- | -------------------------------------------- | -------------------------------------------- | -------------------------------------------- | -------------------------------------------- | -------------------------------------------- | -------------------------------------------- |
| Ano                                          | 0-14 Anos                                    | 15-24 Anos                                   | 25-64 Anos                                   | > 65 Anos                                    |                                              | 0-14 Anos                                    | 15-24 Anos                                   | 25-64 Anos                                   | > 65 Anos                                    |
| 2001                                         | 1 454                                        | 1 352                                        | 4 554                                        | 1 544                                        |                                              | 16,3%                                        | 15,2%                                        | 51,1%                                        | 17,3%                                        |
| 2011                                         | 1 375                                        | 1 034                                        | 5 138                                        | 1 842                                        |                                              | 14,6%                                        | 11,0%                                        | 54,7%                                        | 19,6%                                        |

Média do País no censo de 2001:  0/14 Anos-16,0%; 15/24 Anos-14,3%; 25/64 Anos-53,4%; 65 e mais Anos-16,4%
Média do País no censo de 2011:   0/14 Anos-14,9%; 15/24 Anos-10,9%; 25/64 Anos-55,2%; 65 e mais Anos-19,0%

## Património

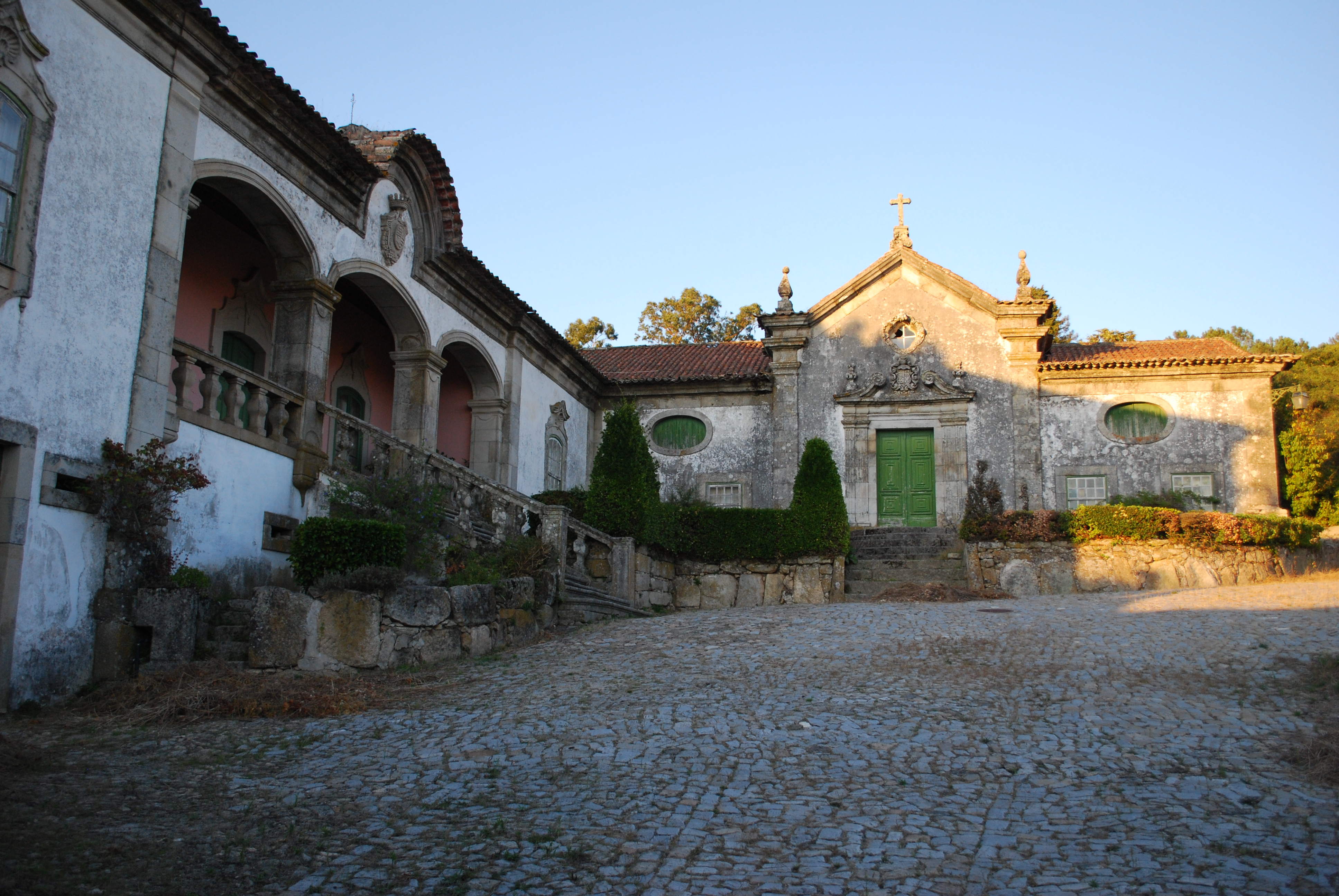
Casa de Almeidinha

- Casa da Portelada, Casa de Cães de Cima, Quinta de Santa Quitéria ou Casa de Santa Quitéria
- Casa do São Cosmado
- Relógio Velho
- Capela de Nossa Senhora do Castelo
- Citânia da Raposeira
- Capela do Rebelo
- Casa de Almeidinha
- Igreja da Misericórdia de Mangualde
- Igreja de São Julião (Mangualde)
- Casa de Mangualde (ou dos Pais do Amaral, depois condes de Anadia)